# Bulbophyllum octorhopalon
Bulbophyllum octorhopalon är en orkidéart som beskrevs av Gunnar Seidenfaden. Bulbophyllum octorhopalon ingår i släktet Bulbophyllum och familjen orkidéer. Inga underarter finns listade i Catalogue of Life.